# Городец
Городе́ц — город в Нижегородской области России, административный центр Городецкого муниципального округа. Один из древнейших городов области.
Город традиционно считается основанным князем Юрием Долгоруким в 1152 году, однако эта дата является предметом историографических дискуссий. Впервые Городец упоминается в Лаврентьевской летописи под 1171 годом (в некоторых источниках — 1172 годом) в связи с походом объединённых княжеских сил на Волжскую Булгарию. В 1170-х годах в Городце была возведена мощная крепость.
Первый русский город Нижегородского Поволжья, Городец являлся пограничной крепостью, охраняющей Русь от набегов булгар, и был известен также под названиями Городец-Радилов и Малый Китеж.
Расположен на левом берегу Волги, напротив города Заволжье (железнодорожная станция). Административный центр Городецкого района, в составе которого представляет собой административно-территориальное образование (город районного значения) и одноимённое муниципальное образование город Городец со статусом городского поселения как единственный его населённый пункт.

## География
Город расположен на левом берегу Волги (Горьковское водохранилище), в 53 км севернее Нижнего Новгорода и в 14 км к северо-востоку от железнодорожной станции Заволжье (конечная станция электрифицированной ветки от Нижнего Новгорода) и Нижегородской ГЭС.

## История

### Вопрос о дате основания
Дата основания Городца является предметом дискуссий в историографии. Традиционно и в популярной литературе годом основания считается 1152 год, а основателем — князь Юрий Долгорукий. Эта версия получила широкое распространение благодаря трудам нижегородского краеведа XIX века И. С. Тихонравова. В 1865 году в статье «О христианстве, как оно началось и распространялось в пределах нынешней Нижегородской епархии» Тихонравов выдвинул гипотезу, согласно которой Юрий Долгорукий, потеряв свой южный Городец на Днепре в 1151 году, в 1152 году основал новый Городец на Волге, местоположение которого (высокий левый берег) напоминало ему утраченную крепость. Тихонравов утверждал, что «историки обыкновенно полагают 1152 год» датой основания.
Как показывает Ф. А. Селезнёв, эта дата не была заимствована из трудов В. Н. Татищева или Н. М. Карамзина. Более того, по мнению Селезнёва, В. Н. Татищев не только не приписывал основание Городца на Волге Юрию Долгорукому, но и считал, что в 1152 и даже в 1177 году этого города ещё не существовало, а упоминаемый им «Городец» в числе городов, якобы заложенных Долгоруким, на самом деле являлся Юрьевцем. Гипотеза Тихонравова об основании Городца в 1152 году Юрием Долгоруким, тем не менее, стала господствующей в нижегородской дореволюционной историографии.
А. Е. Пресняков, по утверждению Ф. А. Селезнёва, также не отрицал возможности основания Городца Юрием Долгоруким, допуская это наряду с версиями об основании города Андреем Боголюбским или Всеволодом Юрьевичем. Селезнёв (Вестник СПбГУ) отмечает, что некоторые современные исследователи (В. А. Кучкин, Т. В. Гусева, Б. М. Пудалов, А. А. Кузнецов) неверно истолковали мнения как Татищева, так и Преснякова по этому вопросу.
Большинство современных учёных (В. А. Кучкин, Б. М. Пудалов, Т. В. Гусева, А. А. Кузнецов) относят основание Городца к более позднему времени — промежутку между 1164 и 1172 годами, связывая его с деятельностью князя Андрея Боголюбского или его сына Мстислава Андреевича. Первое летописное упоминание Городца относится к 1171 году (в Лаврентьевской летописи; А. Е. Пресняков указывал 1172 год) в связи с походом русских князей на Волжскую Булгарию. Данные археологических раскопок также свидетельствуют о возникновении Городецкого детинца и примыкающего к нему окольного города во второй половине XII века.
Существует также упоминание об основании Городца в 1164 году в «Китежском летописце», однако этот источник относится к XVII—XVIII векам и считается литературным памятником, а не строго историческим документом.

### Средние века
Городец возник на марийских землях во второй половине XII века как русская крепость для защиты восточных рубежей Владимиро-Суздальской Руси от походов волжских булгар.
По одной из версий, задолго до прихода русских князей здесь мог существовать небольшой монастырь или скит, и это поселение могло носить название Малый Китеж (слово «Китеж» интерпретируется как «пришелец», «скиталец»).
Как уже отмечалось, первое летописное упоминание Городца (под названием Городец-Радилов) относится к 1171(2) году в связи с походом князя Мстислава Андреевича на Волжскую Булгарию. По мнению В. А. Кучкина, Городец Радилов стал опорным военным пунктом Северо-Восточной Руси на Средней Волге и центром русской колонизации края, притягивая и местное марийское население. Русские постепенно либо ассимилировали, либо вытесняли марийцев, вынуждая их мигрировать на восток.
В феврале 1238 года город был сожжён войсками Батыя во время монгольского нашествия, но быстро восстановился. Между 1263 и 1282 годами Городец был центром Городецкого княжества.
По преданию, 14 ноября (по старому стилю) 1263 года на пути из Золотой Орды в Городце скончался великий князь владимирский Александр Невский. Накануне кончины в местном Фёдоровском мужском монастыре он принял монашеский постриг с именем Алексий.
После смерти Александра Невского его третий сын Андрей Александрович получил в удел Городецкое княжество и правил им до своей смерти в 1304 году. Князь Андрей был активным участником междоусобных войн во Владимиро-Суздальской Руси в 1280—1290-е годы и последние десять лет жизни занимал великокняжеский престол во Владимире. Он был похоронен в городецком храме Михаила Архангела (не сохранился).
Во второй половине XIV века Городец входил в состав Великого княжества Суздальско-Нижегородского (основано в 1341 году) и являлся центром удельного княжения. Заметную роль в политической жизни края того времени играл городецкий князь Борис Константинович. Городец также известен как родина иконописца Прохора, который, по преданию, был наставником Андрея Рублёва.
В декабре 1408 года город был сожжён войсками золотоордынского темника Едигея, после чего на долгое время пришёл в упадок и упоминался в источниках как «Пустой Городец».
В 1565 году, после разделения царём Иваном Грозным Русского государства на опричнину и земщину, город вошёл в состав последней.

### Новое время
До 1700 года Волга изменила своё русло и отошла от центра Городца. Снова возник как ремесленное село в конце XVI — начале XVII вв. Городец был волостным селом Юрьевецкого, затем — Балахнинского уездов.
С конца XVIII века известен как центр деревянного судостроения, хлебной торговли, выпечки печатных пряников, как пункт сбыта кустарных изделий из дерева — так называемого «щепного товара» (деревянной посуды, прялок и пр.). По отзывам современников, зимою субботний базар в Городце не уступал многим ярмаркам, охватывая своим влиянием несколько близлежащих уездов Нижегородской, Владимирской и Костромской губерний.
Вторая половина XIX и начало XX века — эпоха расцвета Городца. Оставаясь волостным селом, Городец приобрёл черты богатого купеческого города. Здесь было два чугунолитейных и механических завода, верфи по постройке баржей в Затоне и в Нижней Слободе, паровая мельница, кожевенные и лесозаводы, пряничные заведения. На деньги купцов-благотворителей в Городце были устроены детский приют, народные училища, мужская и женская гимназии, всесословный клуб (с аудиторией для театра и библиотекой), добровольная пожарная дружина, общество трезвости и многое другое.
В это время Городец является крупным торговым центром (в 1890 году в него по Волге прибыло товаров 2258 тысяч пудов, отправлено 525 тысяч пудов), причём главным предметом торговли являлся хлеб. В селе имелись три православные церкви, а также старообрядческая часовня (Городец являлся одним из главных центров старообрядцев поповского толка).

### Новейшее время
В 1921 году центр Балахнинского уезда был перенесён в Городец, а уезд переименован в Городецкий. В 1922 году получил статус уездного города, однако социалистические преобразования сломали его прежний хозяйственный уклад. Первые советские пятилетки не изменили существенно облик Городца. Ввиду отсутствия площадок для больших промышленных предприятий и железнодорожного сообщения с Горьким социально-экономическая жизнь города развивалась медленно.
В 1952 году отмечалось 800-летие основания Городца. Догадку, что Городец Волжский основан в 1152 году Юрием Долгоруким, выдвинул в 1864 году нижегородский краевед И. С. Тихонравов. По версии Тихонравова, когда Изяславом Киевским был сожжён Городец на Днепре, принадлежавший Юрию, тот решил отправиться в пределы Суздальской области; «подъезжая к Китежским горам, в настоящее время Пановым, где расположен нынешний Городец, князь Юрий был восхищён красотой этой местности, а главное тем, что эта местность напоминала ему приднепровский Городец, и он высадился тут со своей дружиной, как говорит летописец, 6 сентября 1152 года». Дата «6 сентября» в источниках не встречается. Однако 1152 год закрепился в нижегородской (горьковской) литературе как дореволюционного, так и советского периода. В 1920-е — 1930-е годы эта дата среди нижегородских краеведов была, по существу, единственной. 22 июня 1952 года главная областная газета, «Горьковская правда», выпустила статью секретаря Городецкого горкома ВКП(б) В. Бросалова «Городцу — 800 лет», где повторялись закрепившиеся в местном краеведении тезисы. Борис Пудалов писал, что празднование 800-летия Городца обусловлено конъюнктурными соображениями: в 1947 году было пышно отмечено 800-летие Москвы, и Юрий Долгорукий стал «культовой фигурой». Первое упоминание в летописи Городца — 1172 год.
В послевоенный период (1950—1960-е годы) город получил импульс к развитию. Были капитально реконструированы судоверфь, судоремонтно-механический завод, построены обувная, строчевышивальная фабрика и фабрика «Городецкая роспись». Украшением города стал стадион «Спартак» — тогда один из лучших в области. В эти годы началось массовое жилищное строительство, продолжавшееся позднее (посёлок судоверфи, посёлок мехзавода, микрорайоны Фурмановский, Северный и др.).
В 1960—1980-е годы в районе Пролетарской площади практически заново был сформирован административный центр города (администрация, учреждения соцкультбыта, школа, детский сад, городской парк, универсальные магазины, автостанция и прочие организации) В районе деревни Матрёнино, в продолжении улицы Новой и трассы «Городец — Нижний Новгород» был заложен жилой микрорайон Мелиораторов.
Сегодня Городец является популярной туристической точкой на карте Нижегородской области. В центре города расположены все главные музеи, а также дома с деревянными наличниками, которые сохраняют средневековый облик Городца. В 2024 году Городец стал победителем номинации «Город музейного туризма» I Всероссийской премии «Туристические города».
В 2020 году Городец победил на Всероссийском конкурсе «Малые города и исторические поселения — 2020», который проходит в рамках реализации национального проекта «Жильё и городская среда». Муниципалитет получил грант на благоустройство комплекса общественных пространств в Музейном квартале. Концепцию развития территорий разработал Институт развития городской среды Нижегородской области.
Благоустройство объединило площадь Кольцова колодца, скверы Ленина, Пионерии и Неизвестного солдата в единый комплекс общественных пространств, а малые архитектурные формы, визуальный стиль и навигация теперь отражают особенности мест и историю Городца. Выбранные территории выстраивают маршрут, связывающий туристическую точку притяжения, деловой центр и основные достопримечательности исторического центра.
Так, например, сквер Ленина из транзитной территории стал городским пространством для отдыха, где можно поиграть в шахматы, провести время с детьми на игровой площадке или комфортно пройти на соседние улицы и скверы. В сквере Ленина появилась уличная экспозиция об истории городецких наличников с XIX века по наши дни. Вырезаны наличники местными мастерами специально для этой выставки.
Проект благоустройства набережной Юрия Долгорукого в Городце в конце 2022 года победил в дополнительном Всероссийском конкурсе «Малые города и исторические поселения» от Минстроя РФ. Концепцию благоустройства разработал Институт развития городской среды Нижегородской области. На набережной расположена визитная карточка Городца — музейно-туристический комплекс «Город мастеров». Перед ним появилась комфортная пешеходная зона с новым освещением, детское игровое пространство «Расшива», отсылающее к кораблям, которые ходили по Волге в XIX веке. На территории установили небольшую сцену для проведения праздников и места для отдыха вокруг.
В 2023 году волонтёрское движение АНО «АСИРИС» по сохранению объектов исторической среды Нижегородской области восстановило 6 исторических домов, построенных в конце XIX — начале XX века, в центре Городца. Здания не являются объектами культурного наследия, но некоторые из них считаются образцами традиционной архитектуры Городца.
По качеству городской среды Городец попал в число лучших в федеральном индексе качества городской среды. Показатель Городца — 217 баллов (города, набравшие более 180 баллов, считают благоприятными для проживания).

## Административно-территориальное устройство
Городецкий муниципальный округ Нижегородской области — муниципальное образование, в котором местное самоуправление осуществляется населением через выборные и иные органы местного самоуправления. Городец — административный центр района.

### Официальные символы
Городецкий муниципальный округ имеет официальные символы герб и флаг, отражающие исторические, культурные, национальные и иные местные традиции и особенности, статус которых устанавливается Земским собранием Городецкого муниципального округа.
Герб Городецкого района представляет собой геральдический щит, олицетворяющий форпост защиты от нападения врагов. На фоне щита — красный цвет, символизирующий торжество и дальнейшее процветание города. Голубой цвет — неразрывная связь города с рекой Волгой. Волна, вздымающая ладью, — стилизованное изображение Горьковской ГЭС, олицетворяющей преобразования наших дней. Ладья говорит о развитии судостроения — основной отрасли древнего и современного промышленного города.
Герб, его описание и Положение о гербе утверждены постановлением Земского собрания Городецкого района Нижегородской области № 57/49 от 31 августа 2000 года.

### Население
| 1897    | 1926    | 1931    | 1939    | 1959    | 1967    | 1970    | 1979    | 1989    | 1992    |
| ------- | ------- | ------- | ------- | ------- | ------- | ------- | ------- | ------- | ------- |
| 6300    | ↗11 200 | ↗12 200 | ↗16 100 | ↗27 019 | ↗31 000 | ↗34 229 | ↗35 727 | ↘34 210 | ↗34 400 |
| 1996    | 1998    | 2000    | 2001    | 2002    | 2003    | 2005    | 2006    | 2007    | 2008    |
| ↘33 800 | →33 800 | ↘33 700 | ↘33 600 | ↘32 442 | ↘32 400 | ↘31 900 | ↘31 700 | ↘31 500 | ↘31 379 |
| 2009    | 2010    | 2011    | 2012    | 2013    | 2014    | 2015    | 2016    | 2017    | 2018    |
| ↘31 357 | ↘30 658 | ↘30 623 | ↘30 447 | ↗30 570 | ↘30 524 | ↗30 563 | ↘30 530 | ↘30 493 | ↘30 188 |
| 2019    | 2020    | 2021    |         |         |         |         |         |         |         |
| ↘29 854 | ↘29 712 | ↘28 660 |         |         |         |         |         |         |         |

На 1 января 2025 года по численности населения город находился на 517-м месте из 1124 городов Российской Федерации.

## Известные уроженцы и жители
- Вольская Матрёна Исаевна — кавалер Ордена Красного Знамени, участница партизанского движения Великой Отечественной войны, Почетный гражданин Городецкого района. В 1942 году она возглавила операцию «Дети» по выводу с оккупированной территории свыше 3000 детей в советский тыл и доставке их в город Горький.
- Коновалов Аристарх Евстафьевич — художник, мастер городецкой росписи, основатель фабрики «Городецкая роспись» и главный художник предприятия (1959—1986), Лауреат Государственной премии РСФСР имени И. Е. Репина, Почётный гражданин города Городца.
- Треушников Михаил Константинович — советский и российский юрист, доктор юридических наук, профессор, заслуженный деятель науки РФ, заведующий кафедрой гражданского процесса юридического факультета МГУ имени М. В. Ломоносова.
- Смирнов Александр Александрович — краевед, писатель, Член Союза писателей СССР.

## Экономика

### Промышленность
Городецкий округ — важный промышленный центр Нижегородской области. Традиционные отрасли местной промышленности — судостроение (судоверфь, судоремонтный завод), деревообработка, а также переработка сельскохозяйственной продукции.
В городе был построен первый в истории современной России круизный теплоход «Сура». В последние годы получило развитие производство автокомпонентов (электропроводки). На одном из старейших предприятий Всероссийского общества слепых (ООО «Автокомплект») производят щётки для уборки, реализуемые по всей России и даже в некоторые страны СНГ.

### Художественные промыслы
Достоянием Городецкого района считаются его художественные промыслы — золотная вышивка и городецкая роспись.
Городецкая золотная вышивка — старинный промысел, рукодельное вышивание золотыми и серебряными нитями по натуральному шёлку (в современности используют и другие ткани). Распространены орнаментальные узоры, а также сказочные изображения птиц и зверей. Промысел возник в XVII веке в Городце, а до наших дней сохранился на фабрике с одноимённым названием — ООО «Городецкая золотная вышивка». Предприятие выпускает постельное бельё, домашний текстиль, сувениры с вышивкой, гербы городов и областей, панно с различными сюжетами и видами, одежду из хлопка, льна и шёлка. Все изделия расшиты золотом вручную.
Городецкая роспись — вид сюжетной росписи по дереву, появился в середине XIX века в Городце. Распространённые сюжеты: праздники, прогулки, чаепитие, охота, свидания влюблённых. В 1960 году сформировалась функционирующая и по сей день фабрика художественных промыслов — «Городецкая роспись». На предприятии работают художники-мастера высокого класса, многие из которых являются членами Союза художников России. Фабрика выпускает хлебницы, разделочные доски, кухонные наборы, шкатулки, сундуки, панно и другие изделия с ручной традиционной росписью.

### Пряники
Городец издавна славится печатными пряниками. Вопреки распространённому в краеведческой литературе мнению о местном пряничном деле ещё в XVII веке, документальные свидетельства о пряничном промысле в селе Городце Балахнинского уезда относятся к концу XVIII столетия. Судя по отзывам современников, пряничный промысел в то время был уже довольно велик. Последней четвертью XVIII века датируются и самые ранние известные пряничные доски городецких мастеров (хранятся в собрании Государственного Исторического музея). Развитию пряничного дела в Городце способствовала большая торговля хлебом на местном базаре, а также близость Нижегородской ярмарки, откуда пряники расходились по всему Поволжью, шли на Урал, Дон, Среднюю Азию. Расцвет «сладкого промысла» Городца пришёлся на конец XIX века. В то время здесь выпекалось более 30 сортов пряников (некоторые достигала веса до полутора пудов), работало 15 пряничных заведений. Большинство пряничников были старообрядцы. Самые известные династии мастеров пряничного дела — Бахаревы, Беляевы, Глазуновы, Лемеховы, Щербаковы. 
В годы советской власти пряничный промысел резко сократился. В 1930-м году была создана артель «Красный пряничник», преобразованная позднее в Городецкий пищекомбинат. Сохраняя традиции старых мастеров, пищекомбинат выпекал печатный пряник «Стерлядки» весом 5 кг. Автором печатной доски для него был потомок династии пряничных мастеров — резчик Георгий (Егор) Илларионович Бахарев.
В 1970-е годы начался новый этап развития пряничного дела в Городце. В этом была большая заслуга директора пищекомбината Нины Петровны Шишкиной. Под её руководством был создан оригинальный рецепт печатного пряника под названием «Городецкий сувенир», а также заказаны новые печатные доски мастеру резьбы по дереву Валерию Георгиевичу Зеленину.
В настоящее время основными производителями печатного пряника являются предприятие Анны Григорьевны Ворониной «Городецкий пряник» (бывший коллектив Городецкого пищекомбината), ОАО «Городецкий кондитер» (так же известен под маркой «ЛюВеНа — Любовь, Вера, Надежда»), кроме того, традиции городецкого заварного пряника сохраняет пряничная артель Суворовых. Печатные доски режут ряд местных мастеров. Самый большой печатный пряник в Городце выпекается ежегодно для областного фестиваля «Мастеров народных братство». Он весит 20 кг и изготавливается с доски городецкого резчика Андрея Колова, предназначавшейся для отливки чугунного панно для украшения музейного квартала. Пряник-великан состоит из четырёх частей, выпекаемых отдельно и скрепляемых сахарной глазурью.

## Культура
В Городце традиционно проходит Фестиваль народных художественных промыслов «Мастеров народных братство». Событие более 20 лет ежегодно собирает в Нижегородской области ведущие предприятия народных художественных промыслов и самобытных мастеров.

### Музеи
Городец известен не только как древнейший город Нижегородского края, центр народных промыслов (резьба по дереву, роспись), но и как город-музей. Он единственный из городов области, который в своей исторической части имеет Музейный квартал — это единая зона исторической застройки, сохранившаяся в Городце, богатейшее собрание культурных ресурсов, демонстрирующих уникальность города и передающих атмосферу купеческого села XIX века.
В старинных усадьбах действуют 8 музеев: «Городецкий краеведческий музей», «Терем русского самовара», «Галерея добра», «Детский музей на Купеческой», «Городец на Волге», музей «Дом графини Паниной», музей «Городецкий пряник», музей имени Александра Невского.
Краеведческий музей — один из первых по времени создания районных музеев Нижегородской области (наряду с Ветлужским), возникший в 1918 году. С 1920 года занимает особняк купца И. П. Облаева-младшего на улице Ленина, 11 (бывшей Купеческой). В собрании музея отражены самые яркие страницы многовековой истории Городца. В 10 залах представлены предметы купеческого и советского быта, изделия мастеров знаменитой городецкой росписи, резьбы и вышивки, памятники православной веры городчан, а также экспонаты, отражающие самые важные события XX века.
Здесь можно увидеть интерьеры спальни бывшей хозяйки усадьбы А. П. Облаевой, купеческую гостиную, зал икон, зал старообрядчества, «Земскую школу» и др. К числу уникальных экспонатов относятся часы с движущейся картинкой (Европа, XIX в.), резные шкафы Г. Е. Токарева-Казарина (Городец, нач. XX в.), список чудотворной Феодоровской иконы Божьей Матери и шитая пасхальная плащаница (обе — из Городецкого Феодоровского мужского монастыря, XIX в.), колокол с храма села Пуреха (1641 г.), имения князя Д. М. Пожарского. В экспозиции музея действует выставка «Городецкий базар» с одноимённой живописной картиной и репродукцией панорамы села Городца с Волги (фото М. П. Дмитриева, 1893 г.).
Краеведческий музей играет большую роль как в культурной, так и в общественной жизни города. Ежегодно он принимает тысячи туристов, участников исторических конференций и семинаров, почётных гостей города.
Музей «Терем русского самовара» (улица Набережная Революции, 11) открылся 8 сентября 2007 года в усадьбе Гришаева, являющейся памятником архитектуры XIX века. Основу собрания музея составила частная коллекция главы Земского собрания Городецкого муниципального района Николая Фёдоровича Полякова. Коллекция насчитывает более 400 самоваров и считается самой большой в России. В сентябре 2017 года самоварная коллекция Н. Ф. Полякова была подарена городу.
Музей детства на Купеческой работает с сентября 2004 года. Расположен в старинном особняке мещанина П. Ф. Рукавишникова (улица Ленина, 12). В экспозиции представлены народные и деревянные игрушки, тряпичные и соломенные куклы, а также игрушки советских времён.
Музей «Галерея добра» (улица Набережная Революции, 10) был открыт 23 июля 2011 года в день проведения X Областного фестиваля «Мастеров народных братство». Он расположился в старинном доме хлеботорговца Плеханова. Незадолго до открытия музея в доме был обнаружен денежный клад — 1774 банкноты (дореволюционные и советские, 1920-х годов). В музее представлено более 1 000 экспонатов: предметы купеческого быта, яркая медная посуда, кассовый аппарат конца XIX века, оригинальные замки, дверные ручки, печные заслонки, старинная мебель.
Музей «Дом графини Паниной» (улица Андрея Рублёва, 16) работает с мая 2005 года. Здание музея — образец архитектуры деревянного ампира. В музее хранится коллекция утюгов, старинных весов (безмены), 90 видов часов, образцы русского традиционного и городского костюма.
В музее «Городецкий пряник» (улица Ленина, 2) рассказывают об истории сладкого промысла. В Городце ещё в XVIII веке производили тысячи пудов пряников для продажи по всей России. Музей открылся 26 июля 2008 года в главном доме бывшего особняка купца С. Ф. Тряпкина, являющегося памятником архитектуры и градостроительства федерального значения. Здание расположено в самом начале музейного квартала, у перекрёстка улиц Ленина и Кирова. Музей «Городецкий пряник» — второй (после аналогичного тульского музея), посвящённый истории сладкого промысла.
В 2016 году открылся музей «Городец на Волге» (улица Ленина, 9), Экспозиция «Волга и её труженики» рассказывает о развитии судостроения в Городце, о промыслах, связанных с рекой, о строительстве Горьковской ГЭС. В 2020 году на втором этаже музея создан мемориальный комплекс «Солдаты неба», посвящённый Победе в Великой Отечественной войне.
В 2021 году в Городце открыли музей имени Александра Невского (улица Александра Невского, 1). Новое музейное пространство общей площадью 237 квадратных метров включает в себя 7 основных экспозиционных помещений. Экспозиция знакомит посетителей с историей средневековой Руси через историю средневекового Городца, раскрывает образ князя Александра Невского как воина, политика, дипломата и правителя. Главными музейными ценностями являются княжеский шлем XII—XIV веков и подлинная вислая свинцовая печать Александра Невского. В 2022 году музей получил гран-при в номинации «Лучший музейно-выставочный комплекс для проведения туристического события» XI Национальной премии в области событийного туризма Russian Event Awards.
На территории «Музейного квартала» можно не только познакомиться с оригинальными памятниками архитектуры, но и увидеть памятник Александру Невскому, Камень — символ единения православной Руси, и единственный в России памятник Купечеству.

### Учреждения культуры
Муниципальное учреждение культуры "Музейно туристический комплекс «Город мастеров» (набережная Юрия Долгорукого, 1) — воссозданный в традициях русского деревянного зодчества уникальный объект гостеприимства, был открыт в 2010 году. Архитектурное сооружение представляет историю глухой домовой резьбы во всем её богатстве. Здесь можно увидеть, как делают жбанниковские свистульки, как появляются узоры и фигуры городецкой росписи, как работают с деревом и с золотной вышивкой, поучаствовать в мастер-классах.
Дворец культуры «Северный» (площадь Ватутина, 6) — был открыт в 1957 году, сегодня это одно из ведущих учреждений культуры Городецкого муниципального округа. В здании Дворца культуры находится единственный в городе кинотеатр, на площадке которого ежегодно проходит Городецкий кинофестиваль имени Святого Александра Невского. На базе Дворца культуры работают 34 клубных формирования, из которых 17 — коллективы самодеятельного творчества. Количество участников клубных формирований — более 1 200 человек. В 2023 году учреждение стало победителем конкурсного отбора на создание виртуального концертного зала в рамках федерального проекта «Цифровая культура» национального проекта «Культура».
«Лев и вишня» (улица Фрунзе, 17) — частный культурно-досуговый центр и шоурум народного костюма. Здесь проходят различные мастер-классы, лекции и творческие встречи и выставки.

## Спорт
В городе активно развиваются следующие виды спорта: футбол, лыжные гонки, спортивные единоборства (бокс, карате, кикбоксинг, самбо), лёгкая атлетика.
Первый спортивный коллектив в Городце возник в 1912 году — это была команда футболистов-любителей. Зимой члены команды «стояли» на коньках, катаясь на городском катке (Церемоновом болоте) или на Волге. 2 февраля 1914 года городчанами был предпринят уникальный конькобежный марафон из Городца в Нижний Новгород и обратно. Дистанцию длиной почти 60 км по льду реки спортсмены преодолели дважды за день (оба раза потратив на неё 3,5 часа).
В годы Советской власти в городе были созданы спортивные общества, в том числе самое многочисленное и титулованное — «Спартак». Известными физкультурниками и спортсменами 1930—1940-х годов были Виктор Андрианович Крылов (директор стадиона «Спартак»), Ирина Сергеевна Инсарская (учитель физкультуры в школах города, участница всероссийской спартакиады 1947 года в Москве).
Уроженка города чемпионка СССР по конькобежному спорту в спринтерском многоборье Татьяна Денисова ныне также работает учителем физкультуры в школе № 2. Воспитанница (с 1974) Владимира Александровича Баянова, занималась на заливаемом катке стадиона «Спартак».
Самым титулованным спортсменом Городца является лыжник Алексей Кузнецов, бронзовый призёр Олимпиады в Скво-Вэлли (Калифорния, 1960). Он был воспитанником лыжной команды колхоза имени Тимирязева Городецкого района и неизменно выступал за спортобщество «Урожай». После окончания карьеры спортсмена работал тренером. Памяти выдающегося спортсмена в Городце ежегодно проводится лыжная гонка.
Известный воспитанник городецкой школы бокса — Андрей Гоголев, заслуженный мастер спорта, трёхкратный чемпион России (1996, 1997 и 1998 год), чемпион мира 2001 года (его наставник — И. В. Голубков, заслуженный тренер России).
Спортивные секции работают при городецком стадионе «Спартак», ФОКе на улице Крупинова, в школах города. Местная футбольная команда выступает в чемпионате Нижегородской области.
В январе 1997 года в городе основан клуб любителей бега «Сайгак». Члены КЛБ принимают участие в легкоатлетических пробегах и лыжных гонках. Дважды городецкие марафонцы совершали многодневные пробеги из Москвы в Городец, посвящённые 850-летиям этих городов (в 1997 и в 2002 годах соответственно).
С 2002 года летом в городе проходит традиционный легкоатлетический марафон «Малый Китеж». В нём стартуют около сотни бегунов из разных городов России (Нижнего Новгорода, Иванова, Кирова, Москвы, Ижевска, Рязани и других).
Самое старое и, пожалуй, самое массовое спортивное соревнование в Городце — ежегодная легкоатлетическая эстафета на призы газеты «Городецкий вестник». Она проводится с 1934 года, этапы эстафеты проходят по центральным улицам города.

## Религия
Исторически Городец был центром старообрядчества в Российской империи. Здесь мирно проживали представители православия рядом со старообрядцами различных согласий (направлений). В годы советской власти храмы всех вероисповеданий города Городца были закрыты, а некоторые из них полностью разрушены. В 1990-е годы началось восстановление церквей. Ныне в городе действуют православные храмы Михаила Архангела (1712 г.), Спасский (1752 г.), Покровский (1824), старообрядческий (древлеправославный) храм Успения Богородицы, Моленный дом православной Поморской церкви, восстанавливается храм во имя Святого Духа в качестве будущего городского собора.
На территории города Городца действует Феодоровский мужской монастырь — один из древнейших монастырей России, основанный в 1154 году на месте обретения иконы Божией Матери, впоследствии названной Феодоровской. Считается, что в обители закончил свой земной путь святой благоверный великий князь Александр Невский. В 2009 году Патриархом Московским и всея Руси Кириллом освящён возобновлённый Городецкий мужской Феодоровский монастырь.

На территории бывшего детинца находится храм во имя Успения Пресвятой Богородицы — небольшая кирпичная церковь, построенная после 1905 года — невысокий одноглавый четверик с шатровой колокольней. Первоначально эта церковь принадлежала старообрядцам, приемлющим белокриницкую иерархию. Закрыта в 1930-х годах. В 1990-х годах возвращёна старообрядцам новозыбковской иерархии в юрисдикции патриарха Московского и всея Руси Александра (Калинина), как наиболее крупной старообрядческой общине города, отремонтирована.
В 2012 году Городец стал центром Городецкой и Ветлужской епархии Русской православной церкви Московского патриархата, в которую вошли приходы северных районов Нижегородской области. Глава епархии — епископ Парамон (с 2023 года).
Кроме того, в городе проживают представители иных христианских конфессий, в том числе евангельские христиане-баптисты и пятидесятники.

## Городской транспорт
Городской транспорт представлен автобусами, следующими по следующим маршрутам (по состоянию на март 2025 года):
| №  | Маршрут                                            | Примечание |
| -- | -------------------------------------------------- | --- |
| 1  | Автостанция — микрорайон Северный (магазин Водник) | Полукольцевой |
| 1а | Микрорайон Северный (магазин Водник) — Автостанция | через ул. Мира, объездную дорогу, ул. Кирова (Кудашиха)                                                                                              |
| 2  | Микрорайон Северный (магазин Водник) — Автостанция | через ул. Дорожную, Сергея Лазо |
| 3  | Площадь Ватутина — Автостанция                     | |
| 5  | Микрорайон Северный (магазин Водник) — Слобода     | Через ул. Дорожную, Сергея Лазо. Отдельные рейсы выполняются по маршрутам Слобода — Автостанция, Автостанция — Микрорайон Северный (магазин Водник). |
| 6  | Автостанция — Слобода (Мебельная фабрика)          | |

## В нумизматике
2 августа 2022 года Банк России выпустил памятную монету из недрагоценных металлов номиналом 10 рублей «г. Городец, Нижегородская область» серии «Древние города России».

## Галерея
- Вид на город Городец и улицу Набережная Революции
- Напрестольное Евангелие Троицкого собора села Городца, 1759. Городецкий краеведческий музей
- Городецкая судоверфь (ОАО «Судоремонтно-Судостроительная Корпорация»)
- Феодоровская икона со сказанием. Городецкий краеведческий музей
- Город мастеров в Городце на улице Набережная Юрия Долгорукого
- Саврасов А. К. Волга близ Городца (1870 г.)
- Пространство для отдыха на улице Набережная Юрия Долгорукого
- Жизнь и страдание святого священномученика Аввакума и боярыни Морозовой. Городецкий краеведческий музей
- Памятник князю Александру Невскому в Городце на улице Набережная Революции
- Летопись Городецкой старообрядческой часовни, И. Г. Блинов, конец XIX века. Городецкий краеведческий музей
- Памятник купечеству России, автор - скульптор Сергей Полегаев
- Шкаф Григория Евдокимовича Токарева-Казарина (1858—1921) в Краеведческом музее
- Церковь Покрова Пресвятой Богородицы. Архитектор И. Е. Ефимов
- Постоянная экспозиция «Секреты старинного утюга» в Музее «Дом графини Паниной»
- Предметы с традиционной городецкой росписью

## Города-побратимы
- Поморие (Болгария, 2012 г.)
- Полоцк (Республика Беларусь, 2021 г.)
- Плёс (Россия, 2023 г.)
- Цзиндэчжэнь (Китайская Народная Республика, 2023 г.)